# Asclepiade (storico)
Asclepiade (in greco antico: Ἀσκληπιάδης?, Asklēpiádēs; prima del II secolo a.C.) è stato uno storico greco antico.

## Biografia
Fu uno storico greco di cui non è nota la biografia né la cronologia, e che viene citato in un'unica occorrenza da Arriano, assieme ad Aristo, a proposito di un'ambasceria romana ad Alessandro.

## Opera
Lo storico di Nicomedia riferisce che, secondo Asclepiade e Aristo, anche i Romani inviarono ambasciatori al sovrano macedone, e che quest'ultimo fece una profezia sulla futura grandezza di Roma, osservando la disciplina dei Romani, il loro non sottrarsi alle fatiche e il senso della libertà; Alessandro si sarebbe anche informato sulla loro costituzione. 
L'evento si colloca a Babilonia nell'anno attico 324/323 e Arriano non garantisce sull'attendibilità di queste informazioni.